# Parquet Courts
Parquet Courts é uma banda de rock americana formada em Nova York em 2010. A banda é composta por Andrew Savage (vocal, guitarra), Austin Brown (vocal, guitarra, teclado), Sean Yeaton (baixo, vocal) e Max Savage (bateria). Seu álbum de estréia, American Specialties, foi lançado em 2011 e chamou a atenção do público pelo lançamento em formato cassete. No terceiro álbum, Sunbathing Animal, lançado em 2014, alcançou o 55º lugar na Billboard, chamando ainda mais atenção do público e da crítica. Seu sexto álbum, Wide Awake!, lançado em 2018, foi um sucesso absoluto, sendo proclamado Álbum do Ano pela estação de rádio australiana "Double J" e integrando a trilha dos jogos eletrônicos NHL 19 e Pro Evolution Soccer 2020

## História
Os membros da banda Andrew Savage e Austin Brown se conheceram em Denton, Texas, enquanto ambos estudantes da Universidade do Norte do Texas, em um clube estudantil chamado Knights of the Round Turntable, onde ouviram e compartilharam novos discos. Andrew teve vários projetos musicais durante a faculdade, incluindo Teenage Cool Kids e Fergus & Geronimo. Andrew e seu irmão Max Savage, baterista do Parquet Courts, nasceram e cresceram em Denton. Os três se mudaram para o Brooklyn depois da faculdade e em 2010 começaram o Parquet Courts. A banda lançou seu álbum de estreia, American Specialties, como um lançamento independente e limitado em cassete em 2011. O álbum foi posteriormente relançado com a Rough Trade Records em 2021.
O segundo álbum de estúdio da banda, Light Up Gold de 2012, foi inicialmente lançado pelo selo Dull Tools de Savage e mais tarde relançado em What's Your Rupture? em 2013. Light Up Gold recebeu ampla aclamação da crítica tanto na imprensa de rock underground quanto no mainstream.
Em 2014, a banda alcançou o 55º lugar na parada de álbuns da Billboard com seu terceiro álbum de estúdio, Sunbathing Animal. Mais tarde, em 2014, a banda lançou "Uncast Shadow of a Southern Myth" como single sob um nome alternativo, Parkay Quarts. Logo depois eles lançaram seu quarto álbum de estúdio, Content Nausea, no qual Sean e Max estavam ausentes devido a outros compromissos. No ano seguinte, a banda lançou um LP de colaboração chamado Ramsgate com PC Worship sob o nome PCPC. Eles também lançaram um EP experimental e principalmente instrumental, intitulado Monastic Living.
Em 4 de fevereiro de 2016, a banda anunciou seu quinto álbum de estúdio, intitulado Human Performance. O álbum foi lançado em 8 de abril pela Rough Trade. O segundo vocalista e autor da arte de capa do álbum, Andrew Savage, recebeu uma indicação ao Grammy Awards por seu trabalho. Em 13 de outubro de 2017, Andrew Savage lançou seu primeiro álbum solo, Thawing Dawn, pela Dull Tools sob o nome artístico de A. Savage. Nesse mesmo mês, a banda lançou Milano, um álbum de colaboração com Daniele Luppi e Karen O, ex-vocalista da Yeah Yeah Yeahs.
Em 18 de maio de 2018, a banda lançou seu sexto LP, Wide Awake! Foi nomeado "álbum do ano" pela estação de rádio australiana Double J. Sua música, "Almost Had to Start a Fight/In and Out of Patience" é apresentada no videogame NHL 19 da EA Sports. "One Man No City" é apresentada em um episódio de The Blacklist. "Wide Awake " apareceu como trilha sonora no jogo eletrônico de futebol da Konami, eFootball Pro Evolution Soccer 2020.
O sétimo álbum completo da banda, Sympathy for Life, foi lançado em 22 de outubro de 2021. Entre fevereiro e março de 2022, Parquet Courts encabeçou uma turnê norte-americana, com o guitarrista afro-psicodélico nigeriano Mdou Moctar como seu ato de abertura.

## Membros
- Andrew Savage – vocal e backing vocal, guitarra solo e teclado
- Austin Brown – guitarra rítmica, backing vocals e vocais e teclados
- Sean Yeaton – baixo, backing e vocal principal
- Max Savage – bateria, percussão e backing vocals

## Discografia

### Álbuns de estúdio
- American Specialties (2011)
- Light Up Gold (2012)
- Sunbathing Animal (2014)
- Content Nausea (como Parkay Quarts) (2014)
- Human Performance (2016)
- Wide Awake! (2018)
- Sympathy for Life (2021)

### Álbuns colaborativos
- Milano (com Daniele Luppi) (2017)

### Álbuns ao vivo
- Live at Third Man Records (2015)

### EPs
- Tally All the Things That You Broke (como Parkay Quarts) (2013)
- Monastic Living (2015)